# Sericania babaulti
Sericania babaulti är en skalbaggsart som beskrevs av Ahrens 2004. Sericania babaulti ingår i släktet Sericania och familjen Melolonthidae. Inga underarter finns listade i Catalogue of Life.